# 衞邦
衛邦（1437年—？），字翰之，山西澤州人，民籍。明朝政治人物。進士出身。

## 生平
山西鄉試第五十名。成化八年（1472年）壬辰科會試第六十名，殿試登進士第三甲第十名。

## 家族
曾祖父衛文瑞。祖父衛景昭。父亲衛冲。